# Episodi di Uncle Grandpa (episodi extra)
I corti di Uncle Grandpa sono stati trasmessi su Internet negli Stati Uniti d'America a partire dal 9 luglio 2015, in Italia il 3 novembre 2015 su Cartoon Network.
| N° | Titolo originale                       | Titolo italiano                           | Prima TV USA      | Prima TV Italia |
| -- | -------------------------------------- | ----------------------------------------- | ----------------- | --------------- |
| 1  | Uncle Grandpa's Incredible Journey     | Le incredibili avventure di Uncle Grandpa | 9 luglio 2015     | 3 novembre 2015 |
| 2  | Will It Stick?                         | Vediamo se attacca                        | 1º settembre 2015 | 3 novembre 2015 |
| 3  | Bounce House                           | La casa gonfiabile                        | 2 novembre 2015   | 3 novembre 2015 |
| 4  | Curiosities of Nature with Dirk Peters | Curiosità della natura con Dirk Peters    | 1º dicembre 2015  | 3 novembre 2015 |
| 5  | Uncle Grandpa 101                      |                                           | 19 settembre 2016 |                 |
| 6  | Here Piggy Piggy                       |                                           | 8 settembre 2016  |                 |
| 7  | The Case of the Missing Bike           |                                           | 8 settembre 2016  |                 |
| 8  | The Origin of Frankenstein             |                                           | 31 ottobre 2016   |                 |
| 9  | No Farm No Foul!                       |                                           | 19 dicembre 2016  |                 |
| 10 | The Weird Zone                         |                                           | 30 giugno 2017    |                 |
| 11 | Unboxing                               |                                           | 4 luglio 2017     |                 |
| 12 | Behind the Scenes                      |                                           | 11 luglio 2017    |                 |
| 13 | Spelling Bee                           |                                           | 16 luglio 2017    |                 |
| 14 | Coolest Lunchbox                       |                                           | 21 luglio 2017    |                 |